# Promozione Friuli-Venezia Giulia 1988-1989
Nella stagione 1988-1989 la Promozione era il sesto livello del calcio italiano (il massimo livello regionale). Qui vi sono le statistiche relative al campionato in Friuli-Venezia Giulia.
Il campionato è strutturato in vari gironi all'italiana su base regionale, gestiti dai Comitati Regionali di competenza. Promozioni alla categoria superiore e retrocessioni in quella inferiore non erano sempre omogenee; erano quantificate all'inizio del campionato dal Comitato Regionale secondo le direttive stabilite dalla Lega Nazionale Dilettanti, ma flessibili, in relazione al numero delle società retrocesse dal Campionato Interregionale e perciò, a seconda delle varie situazioni regionali, la fine del campionato poteva avere degli spareggi sia di promozione che di retrocessione.

## Squadre partecipanti
| Squadra                | Città (provincia)                | Stagione 1987-1988                      |
| ---------------------- | -------------------------------- | --------------------------------------- |
| A.P. Bujese            | Buia (UD)                        | 7º in Promozione                        |
| A.S. Centro del Mobile | Brugnera (PN)                    | 1º in Prima Categoria, gir. A. Promosso |
| A.C. Cordenonese       | Cordenons (PN)                   | 8º in Promozione                        |
| Cormonese Calcio       | Cormons (GO)                     | 4º in Promozione                        |
| A.S. Cussignacco       | Udine                            | 9º in Promozione                        |
| S.S. Fontanafredda     | Fontanafredda (PN)               | 6º in Promozione                        |
| U.S. Itala San Marco   | Gradisca d'Isonzo (GO)           | 13º in Promozione                       |
| S.A.S. Juniors         | Casarsa della Delizia (PN)       | 11º in Promozione                       |
| A.S. Lucinico          | Lucinico di Gorizia              | 12º in Promozione                       |
| A.S. Maniago           | Maniago (PN)                     | 2º in Prima Categoria, gir. A. Promosso |
| U.S. Manzanese         | Manzano (UD)                     | 10º in Promozione                       |
| S.S. San Giovanni      | Trieste                          | 2º in Prima Categoria, gir. B. Promosso |
| A.S. Sanvitese         | San Vito al Tagliamento (PN)     | 5º in Promozione                        |
| A.S. Sevegliano        | Sevegliano di Bagnaria Arsa (UD) | 1º in Prima Categoria, gir. B. Promosso |
| A.S. TavagnaFelet      | Tavagnacco (UD)                  | 3º in Prima Categoria, gir. A. Promosso |
| A.C. Trivignano        | Trivignano Udinese (UD)          | 2º in Promozione                        |

## Classifica finale
|  | Pos. | Squadra              | Pt | G  | V  | N  | P  | GF | GS | DR  |
|  | ---- | -------------------- | -- | -- | -- | -- | -- | -- | -- | --- |
|  | 1.   | Fontanafredda        | 40 | 30 | 14 | 12 | 4  | 47 | 29 | +18 |
|  | 2.   | Centro del Mobile    | 39 | 30 | 14 | 11 | 5  | 35 | 19 | +16 |
|  | 3.   | San Giovanni Trieste | 38 | 30 | 14 | 10 | 6  | 38 | 25 | +13 |
|  | 4.   | Manzanese            | 34 | 30 | 12 | 10 | 8  | 34 | 26 | +8  |
|  | 5.   | Trivignano           | 33 | 30 | 8  | 17 | 5  | 27 | 21 | +6  |
|  | 6.   | Itala San Marco      | 32 | 30 | 8  | 16 | 6  | 27 | 27 | 0   |
|  | 7.   | Cormonese            | 31 | 30 | 10 | 9  | 11 | 33 | 28 | +5  |
|  | 8.   | Juniors Casarsa      | 30 | 30 | 8  | 14 | 8  | 26 | 26 | 0   |
|  | 9.   | Cussignacco          | 30 | 30 | 10 | 10 | 10 | 28 | 30 | -2  |
|  | 10.  | Lucinico             | 30 | 30 | 8  | 14 | 8  | 19 | 22 | -3  |
|  | 11.  | Sevegliano           | 29 | 30 | 8  | 13 | 9  | 30 | 34 | -4  |
|  | 12.  | Maniago              | 28 | 30 | 9  | 10 | 11 | 21 | 29 | -8  |
|  | 13.  | Bujese               | 28 | 30 | 8  | 12 | 10 | 23 | 34 | -11 |
|  | 14.  | Sanvitese            | 25 | 30 | 8  | 9  | 13 | 37 | 35 | +2  |
|  | 15.  | TavagnaFelet         | 17 | 30 | 3  | 11 | 16 | 17 | 38 | -21 |
|  | 16.  | Cordenonese          | 16 | 30 | 3  | 10 | 17 | 16 | 35 | -19 |

- Scontri diretti fra squadre a pari punti:
  - Juniors 5 punti (reti 3-1), Cussignacco 5 (4-3), Lucinico 2
  - Bujese-Maniago 2-1 e 0-2

### Classifica Marcatori
| Reti | Marcatore    | Squadra           |
| ---- | ------------ | ----------------- |
| 15   | Bressani     | Centro del Mobile |
| 14   | Ciani        | Fontanafredda     |
| 13   | Bearzi       | Cussignacco       |
| 13   | Locatelli    | Fontanafredda     |
| 12   | M.Tracanelli | Sanvitese         |
| 11   | Meroni       | Cormonese         |
| 10   | Zuccheri II  | Sevegliano        |

### Risultati
| andata     | 1ª giornata               | ritorno    |
| 25.09.1988 |                           | 22.01.1989 |
| 3-1        | S.Giovanni - TavagnaFelet | 2-0        |
| 0-2        | Lucinico - Cussignacco    | 1-1        |
| 0-0        | Trivignano - Itala S.M.   | 0-1        |
| 2-4        | Juniors - Fontanafredda   | 1-1        |
| 0-1        | Maniago - Manzanese       | 1-0        |
| 0-0        | Cordenonese - Bujese      | 1-2        |
| 0-0        | Cormonese - CentroMobile  | 3-2        |
| 1-1        | Sevegliano - Sanvitese    | 0-6        |

| andata     | 4ª giornata                 | ritorno    |
| 16.10.1988 |                             | 12.02.1989 |
| 2-2        | Lucinico - Itala S.M.       | 1-2        |
| 1-1        | Bujese - Sevegliano         | 1-1        |
| 1-1        | Sanvitese - Juniors         | 1-1        |
| 2-2        | CentroMobile - S.Giovanni   | 0-2        |
| 2-0        | Manzanese - Trivignano      | 0-1        |
| 0-1        | TavagnaFelet - Cormonese    | 0-4        |
| 2-0        | Cussignacco - Maniago       | 1-2        |
| 1-1        | Fontanafredda - Cordenonese | 2-0        |

| andata     | 7ª giornata                | ritorno    |
| 06.11.1988 |                            | 05.03.1989 |
| 1-4        | S.Giovanni - Fontanafredda | 0-0        |
| 1-0        | Juniors - Manzanese        | 1-1        |
| 1-1        | Cordenons - Lucinico       | 0-1        |
| 1-0        | CentroMobile - Cussignacco | 1-2        |
| 3-2        | Itala S.M. - Sanvitese     | 1-3        |
| 2-1        | Cormonese - Maniago        | 1-1        |
| 0-0        | TavagnaFelet - Bujese      | 0-1        |
| 0-1        | Sevegliano - Trivignano    | 0-0        |

| andata     | 10ª giornata               | ritorno    |
| 27.11.1988 |                            | 09.04.1989 |
| 0-1        | Lucinico - Bujese          | 0-0        |
| 2-2        | Trivignano - Fontanafredda | 4-1        |
| 0-0        | Sanvitese - CentroMobile   | 1-0        |
| 1-0        | Maniago - Itala S.M.       | 0-0        |
| 1-1        | Cordenonese - S.Giovanni   | 0-1        |
| 1-1        | Manzanese - Cussignacco    | 0-1        |
| 0-1        | Cormonese - Juniors        | 1-1        |
| 1-0        | Sevegliano - TavagnaFelet  | 1-0        |

| andata     | 13ª giornata              | ritorno    |
| 18.12.1988 |                           | 30.04.1989 |
| 0-2        | Lucinico - S.Giovanni     | 2-1        |
| 1-1        | Trivignano - Cormonese    | 0-0        |
| 3-1        | Juniors - TavagnaFelet    | 2-3        |
| 3-2        | Manzanese - Bujese        | 2-0        |
| 2-0        | Sevegliano - Maniago      | 1-2        |
| 2-0        | Cussignacco - Cordenonese | 0-3        |
| 1-0        | Fontanafredda - Sanvitese | 3-2        |
| 1-1        | CentroMobile - Itala S.M. | 0-1        |

| andata     | 2ª giornata               | ritorno    |
| 02.10.1988 |                           | 19.01.1989 |
| 2-1        | Bujese - Maniago          | 0-2        |
| 0-0        | Sanvitese - Cordenonese   | 1-1        |
| 1-0        | CentroMobile - Juniors    | 2-0        |
| 1-1        | Manzanese - Cormonese     | 0-0        |
| 2-4        | TavagnaFelet - Trivignano | 1-1        |
| 0-2        | Cussignacco - Sevegliano  | 2-1        |
| 0-0        | Fontanafredda - Lucinico  | 0-1        |
| 1-0        | Itala S.M. - S.Giovanni   | 1-2        |

| andata     | 5ª giornata                | ritorno    |
| 23.10.1988 |                            | 19.02.1989 |
| 2-0        | S.Giovanni - Sanvitese     | 3-0        |
| 0-0        | Trivignano - Cussignacco   | 0-1        |
| 0-0        | Juniors - Lucinico         | 1-0        |
| 3-1        | Maniago - Fontanafredda    | 0-3        |
| 0-0        | Cordenonese - TavagnaFelet | 1-2        |
| 1-1        | Itala S.M. - Manzanese     | 1-2        |
| 4-0        | Cormonese - Bujese         | 0-1        |
| 1-2        | Sevegliano - CentroMobile  | 1-4        |

| andata     | 8ª giornata                 | ritorno    |
| 13.11.1988 |                             | 12.02.1989 |
| 0-0        | Lucinico - Sevegliano       | 1-3        |
| 0-0        | Trivignano - Juniors        | 1-1        |
| 2-0        | Bujese - Itala S.M.         | 1-1        |
| 1-0        | Sanvitese - TavagnaFelet    | 0-0        |
| 0-2        | Maniago - S.Giovanni        | 0-2        |
| 1-1        | Manzanese - CentroMobile    | 1-2        |
| 1-0        | Cormonese - Cordenonese     | 4-0        |
| 1-2        | Cussignacco - Fontanafredda | 0-0        |

| andata     | 11ª giornata                | ritorno    |
| 04.12.1988 |                             | 16.04.1989 |
| 2-0        | Trivignano - Bujese         | 1-1        |
| 0-0        | Juniors - Maniago           | 2-1        |
| 3-0        | CentroMobile - TavagnaFelet | 1-0        |
| 0-0        | Itala S.M. - Cordenonese    | 0-0        |
| 1-1        | Manzanese - Lucinico        | 0-1        |
| 0-0        | Sevegliano - S.Giovanni     | 1-2        |
| 3-2        | Cussignacco - Sanvitese     | 0-3        |
| 2-1        | Fontanafredda - Cormonese   | 3-0        |

| andata     | 14ª giornata               | ritorno    |
| 08.01.1989 |                            | 07.05.1989 |
| 0-0        | S.Giovanni - Manzanese     | 2-3        |
| 1-2        | Bujese - Fontanafredda     | 0-3        |
| 0-1        | Sanvitese - Lucinico       | 0-1        |
| 0-0        | Maniago - Trivignano       | 1-1        |
| 0-1        | Cordenonese - CentroMobile | 1-1        |
| 1-1        | Itala S.M. - Juniors       | 1-0        |
| 0-0        | Cormonese - Sevegliano     | 0-3        |
| 2-0        | TavagnaFelet - Cussignacco | 1-1        |

| andata     | 3ª giornata                | ritorno    |
| 09.10.1988 |                            | 05.02.1989 |
| 1-1        | S.Giovanni - Cussignacco   | 1-3        |
| 0-0        | Lucinico - TavagnaFelet    | 1-0        |
| 0-1        | Trivignano - CentroMobile  | 0-1        |
| 1-1        | Juniors - Bujese           | 1-0        |
| 0-3        | Maniago - Sanvitese        | 0-1        |
| 0-1        | Cordenonese - Manzanese    | 0-3        |
| 1-1        | Cormonese - Itala S.M.     | 1-1        |
| 1-1        | Sevegliano - Fontanafredda | 2-4        |

| andata     | 6ª giornata                  | ritorno    |
| 30.10.1988 |                              | 26.02.1989 |
| 0-0        | Lucinico - Trivignano        | 1-1        |
| 2-0        | Bujese - S.Giovanni          | 0-0        |
| 2-0        | Sanvitese - Cormonese        | 1-2        |
| 1-0        | Maniago - Cordenonese        | 1-0        |
| 1-1        | Manzanese - Sevegliano       | 0-1        |
| 0-1        | TavagnaFelet - Itala S.M.    | 2-2        |
| 1-0        | Cussignacco - Juniors        | 0-2        |
| 1-1        | Fontanafredda - CentroMobile | 0-0        |

| andata     | 9ª giornata               | ritorno    |
| 20.11.1988 |                           | 02.04.1989 |
| 3-2        | S.Giovanni - Cormonese    | 1-0        |
| 1-1        | Bujese - Sanvitese        | 2-1        |
| 0-0        | Juniors - Sevegliano      | 1-1        |
| 0-1        | Cordenonese - Trivignano  | 1-2        |
| 1-0        | CentroMobile - Lucinico   | 0-0        |
| 1-1        | Itala S.M. - Cussignacco  | 1-0        |
| 0-0        | TavagnaFelet - Maniago    | 0-1        |
| 3-2        | Fontanafredda - Manzanese | 0-1        |

| andata     | 12ª giornata               | ritorno    |
| 11.12.1988 |                            | 23.04.1989 |
| 0-0        | S.Giovanni - Juniors       | 1-0        |
| 0-0        | Bujese - Cussignacco       | 1-1        |
| 1-2        | Sanvitese - Trivignano     | 1-1        |
| 1-1        | Maniago - CentroMobile     | 0-0        |
| 1-0        | Cordenonese - Sevegliano   | 1-2        |
| 1-1        | Itala S.M. - Fontanafredda | 0-1        |
| 2-0        | Cormonese - Lucinico       | 0-2        |
| 1-1        | TavagnaFelet - Manzanese   | 0-1        |

| andata     | 15ª giornata                 | ritorno    |
| 15.01.1989 |                              | 14.05.1989 |
| 0-0        | Lucinico - Maniago           | 1-1        |
| 0-0        | Trivignano - S.Giovanni      | 1-1        |
| 2-0        | Juniors - Cordenonese        | 0-2        |
| 1-0        | CentroMobile - Bujese        | 4-0        |
| 2-1        | Manzanese - Sanvitese        | 2-1        |
| 1-1        | Sevegliano - Itala S.M.      | 0-0        |
| 0-0        | Cussignacco - Cormonese      | 0-1        |
| 0-0        | Fontanafredda - TavagnaFelet | 1-1        |

## Coppa Italia Dilettanti
| Squadra 1                                                                                            | Totale    | Squadra 2                   | Andata | Ritorno |
| --- | --------- | --------------------------- | ------ | ------- |
| PRIMO TURNO 4 e 11 settembre 1988                                                                    |           |                             |        |         |
| Maniago                                                                                              | 1 - 5     | Fontanafredda               | 1 - 2  | 0 - 3   |
| Centro del Mobile                                                                                    | 6 - 1     | Cordenonese                 | 5 - 1  | 1 - 0   |
| Juniors Casarsa                                                                                      | 5 - 2     | Sanvitese                   | 4 - 0  | 1 - 2   |
| Bujese                                                                                               | 1 - 2     | TavagnaFelet                | 0 - 0  | 1 - 2   |
| Sevegliano                                                                                           | 3 - 2     | Manzanese                   | 2 - 0  | 1 - 2   |
| Cussignacco                                                                                          | 2 - 3     | Trivignano                  | 1 - 2  | 1 - 1   |
| Cormonese                                                                                            | 5 - 3     | Itala San Marco             | 4 - 0  | 1 - 3   |
| San Giovanni Trieste                                                                                 | 0 - 1     | Lucinico                    | 0 - 1  | 0 - 0   |
| SECONDO TURNO 18 e 28 settembre 1988                                                                 |           |                             |        |         |
| Fontanafredda                                                                                        | 1 - 4     | Centro del Mobile           | 1 - 0  | 0 - 4   |
| Sevegliano                                                                                           | 2 - 6     | Juniors Casarsa             | 2 - 4  | 0 - 2   |
| TavagnaFelet                                                                                         | 2 - 1     | Cormonese                   | 1 - 1  | 1 - 0   |
| Lucinico                                                                                             | 2 - 1     | Trivignano                  | 1 - 0  | 1 - 1   |
| col Terzo Turno le 4 squadre superstiti si incrociano con le squadre provenienti dalle altre regioni |           |                             |        |         |
| TERZO TURNO 1º novembre e 8 dicembre 1988                                                            |           |                             |        |         |
| (Veneto/B) Fulgor Salzano                                                                            | 2 - 2 gfc | Centro del Mobile           | 1 - 0  | 1 - 2   |
| (Veneto/B) Fiesso d'Artico                                                                           | 4 - 7     | Juniors Casarsa             | 2 - 3  | 2 - 4   |
| TavagnaFelet                                                                                         | 0 - 4     | Calcio Venezia (Veneto/B)   | 0 - 1  | 0 - 3   |
| Lucinico                                                                                             | 2 - 5     | Favaro Mestre (Veneto/B)    | 1 - 0  | 1 - 5   |
| QUARTO TURNO 28 dicembre 1988 e 4 gennaio 1989                                                       |           |                             |        |         |
| Juniors Casarsa                                                                                      | 2 - 2 gfc | Fulgor Salzano (Veneto/B)   | 0 - 1  | 2 - 1   |
| QUINTO TURNO 1º marzo e 16 marzo 1989                                                                |           |                             |        |         |
| Juniors Casarsa                                                                                      | 3 - 1     | Abbiategrasso (Lombardia/E) | 2 - 0  | 1 - 1   |
| SESTO TURNO 25 aprile e 10 maggio 1989                                                               |           |                             |        |         |
| (Toscana/B) Sestese                                                                                  | 4 - 1     | Juniors Casarsa             | 1 - 1  | 3 - 0   |